# 中部地方の難読地名一覧
中部地方の難読地名一覧（ちゅうぶちほうのなんどくちめいいちらん）は、中部地方の難読地名の一覧である。

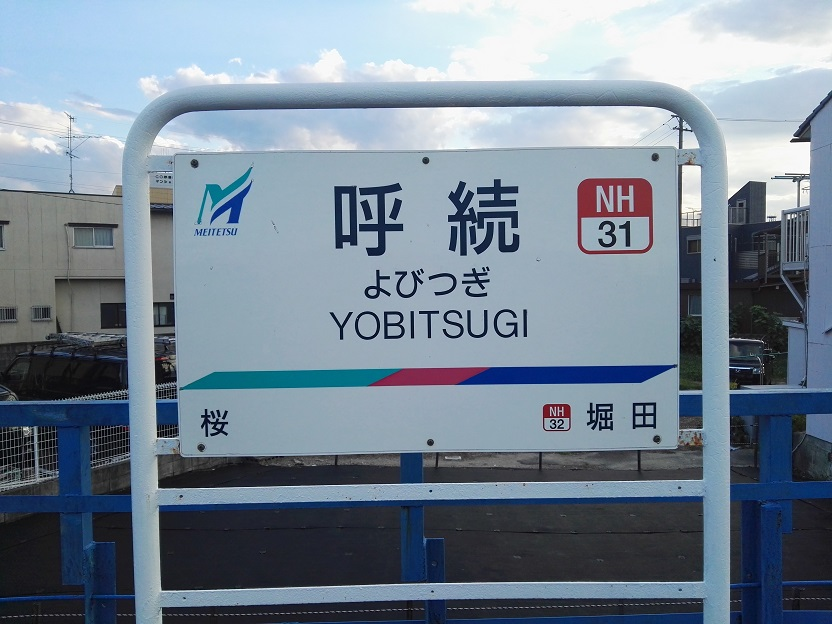
呼続（よびつぎ） - 愛知県名古屋市

## 中部地方の難読地名一覧
※都道府県コード順および市町村コード順。

### 新潟県
- 沼垂（ぬったり） - 新潟市東区
- 一日市（ひといち） - 新潟市東区
- 秣川岸通（まぐさかわぎしどおり） - 新潟市中央区
- 獺ケ通（うすがどおり） - 新潟市南区
- 新飯田（にいだ） - 新潟市南区
- 鳥原（とっぱら） - 新潟市西区
- 赤鏥（あかさび） - 新潟市西蒲区
- 一之渡戸（いちのはた） - 長岡市
- 廿六木（とどろき） - 燕市
- 杣木（そまぎ）　- 燕市
- 新発田（しばた） - 新発田市
- 五十公野（いじみの） - 新発田市
- 中束（なかまるけ） - 岩船郡関川村
- 小千谷（おぢや） - 小千谷市
- 薭生（ひう） - 小千谷市
- 逢谷内（おうやち） - 新潟市東区

- 五百川（いもがわ） - 三条市
- 莇平（あざみひら） - 十日町市
- 苧島（おのしま） - 十日町市
- 城之古（たてのこし） - 十日町市
- 勝木（がつぎ） - 村上市
- 山北町（さんぽくまち） - 村上市
- 柵口（ませぐち） - 糸魚川市
- 能生（のう） - 糸魚川市
- 美守（ひだのもり） - 妙高市
- 葎生（もぐろう） - 妙高市
- 早出端（はいでばた） - 五泉市
- 本田屋（もとだい）-五泉市
- 河沢（こうぞう） - 上越市
- 上昆子（かみびりこ） - 上越市
- 草水（くそうず） - 阿賀野市
- 水原（すいばら） - 阿賀野市

### 富山県
- 水橋肘崎（みずはしかいなざき） - 富山市
- 下冨居（しもふご） - 富山市

※「中冨居（なかふご）」と「上冨居（かみふご）」もある。
- 総曲輪（そうがわ） - 富山市
- 西四十物町（にしあいものちょう） - 富山市
- 綾田町（あいでんまち） - 富山市
- 西田地方（にしでんじがた） - 富山市

※「東田地方（ひがしでんじがた）」もある。
- 今生津（いもづ） - 富山市
- 長走（ながしり） - 富山市
- 葛原（つづはら、つざら） - 富山市
- 山田宿坊（やまだすくぼう） - 富山市
- 婦中町平等（ふちゅうまちだいら） - 富山市
- 婦中町熊野道（ふちゅうまちやんど） - 富山市
- 芦生（あしゅう） - 富山市
- 婦中町牛滑（ふちゅうまちうしなめり） - 富山市
- 牛ヶ増（うしがませ） - 富山市
- 婦中町葎原（ふちゅうまちむくがはら） - 富山市
- 八尾町翠尾（やつおまちみすお） - 富山市
- 東坂下（さこぎ） - 富山市
- 八尾町城生（やつおまちじょうのう） - 富山市
- 八尾町大玉生（やつおまちおおだもう） - 富山市
- 八尾町土玉生（やつおまちどだも） - 富山市
- 八尾町鼠谷（やつおまちよめだに） - 富山市
- 八尾町上仁歩（やつおまちかみにんぶ） - 富山市

※「八尾町中仁歩（やつおまちなかにんぶ）」と「八尾町下仁歩（やつおまちしもにんぶ）」がある。
- 婦負（ねい） - 富山市
- 沢連（そうれ） - 富山市山田宿坊（やまだすくぼう）の小字
- 柳川（やないご） - 富山市山田宿坊の小字
- 八尾町杉平（やつおまちすがたいら） - 富山市
- 長川原（なんかわら） - 富山市
- 駒見（まみ）- 富山市
- 婦中町地角（ふちゅうまちじかく）- 富山市
- 婦中町持田（ふちゅうまちもちでん）- 富山市
- 船峅（ふなくら）- 富山市
- 百橋（どのはし） - 高岡市
- 五十辺（いからべ） - 高岡市
- 三女子（さんよし） - 高岡市
- 勝木原（のでわら） - 高岡市

- 山女（あけび） - 魚津市
- 蛇田（へんだ） - 魚津市
- 田地方（でんじがた）- 魚津市
- 湖光（こうこう） - 氷見市
- 蒲田（かわた） - 氷見市
- 大覚口（おがくち） - 氷見市
- 滑川（なめりかわ） - 滑川市
- 魚躬（うおのみ） - 滑川市
- 寺家（じけい）- 滑川市
- 生地（いくじ） - 黒部市
- 神谷（こんたに） - 黒部市
- 田家角内（たいがぐち） - 黒部市
- 古御堂（ふろんど）- 黒部市
- 頼成（らんじょう） - 砺波市
- 浅谷（あさんたに） - 砺波市
- 高道（たかんど） - 砺波市
- 石動町（いするぎまち） - 小矢部市
- 小神（おこ） - 小矢部市
- 犬内（いんない） - 射水市
- 戸破（ひばり） - 射水市
- 開谷（かいだん） - 中新川郡上市町
- 眼目（さっか） - 中新川郡上市町
- 塩谷（しおんたん） - 中新川郡上市町
- 大永田（おながた） - 中新川郡上市町
- 湯神子（ゆのみこ） - 中新川郡上市町
- 下田（みさだ） - 中新川郡立山町
- 芦峅寺（あしくらじ） - 中新川郡立山町

※このほかにも、岩峅寺、岩峅野（いずれも中新川郡立山町）など、富山県内各地に「峅」を「くら」と読む地名が存在する。
- 半屋（なかりや） - 中新川郡立山町
- 目桑（めっか、めつか、めっくわ） - 中新川郡立山町
- 座主坊（ざしゅうぼう） - 中新川郡立山町
- 上末（うわずえ）- 中新川郡立山町
- 下山（にざやま） - 下新川郡入善町

※隣接する下新川郡朝日町に「下山新（にざやましん）」もある。
- 東狐（とっこ） - 下新川郡入善町
- 神子沢（みこざわ） - 下新川郡入善町
- 大平（だいら） - 下新川郡朝日町
- 五十里（いかり） - 高岡市、下新川郡入善町

※高岡市、入善町に同じ地名がある。

### 石川県
- 相合谷町（あおだにまち） - 金沢市
- 榎尾町（えのきおまち）- 金沢市
- 大河端町（おこばたまち） - 金沢市

※「大河端西（おこばたにし）」もある。
- 大平沢町（おおひらそうまち） - 金沢市
- 鴛原町（おしはらまち）- 金沢市
- 蚊爪町（かがつめまち） - 金沢市

※「東蚊爪町（ひがしかがつめまち）」もある。
- 稚日野町（わかひのまち）⁻ 金沢市
- 山川町（やまごまち） - 金沢市
- 主計町（かずえまち） - 金沢市
- 金石（かないわ） - 金沢市
- 大菱池町（おびしけまち） - 金沢市

※「小菱池町（こびしけまち）」もある。
- 折違町（すじかいまち） - 金沢市
- 子来町（こらいまち） - 金沢市
- 御供田町（ごくでんまち）- 金沢市
- 問屋町（といやまち） - 金沢市
- 中川除町（なかかわよけまち） - 金沢市
- 醒ケ井町（さめがいちょう） - 金沢市
- 十間町（じっけんまち） - 金沢市
- 千木町（せぎまち）- 金沢市
- 伝燈寺町（でんどうじまち）- 金沢市
- 四十万（しじま） - 金沢市

※「四十万町（しじままち）」と「南四十万（みなみしじま）」もある。
- 土清水（つっちょうず・つしょうず） - 金沢市
- 利屋町（とぎやまち） - 金沢市
- 長土塀（ながどへ） - 金沢市
- 三小牛町（みつこうじまち） - 金沢市
- 間明町（まぎらまち） - 金沢市
- 大豆田本町（まめだほんまち） - 金沢市
- 娚杉町（めおとすぎまち） - 金沢市
- 博労町（ばくろうまち） - 金沢市
- 三馬（みんま） - 金沢市
- 芳斉（ほうさい） - 金沢市
- 米泉町（よないずみまち） - 金沢市
- 安宅町（あたかまち） - 小松市
- 観音下町（かながそまち） - 小松市
- 埴田町（はねだまち） - 小松市
- 小馬出町（こんまでまち） - 小松市
- 池城町（いけのじょうまち） - 小松市
- 海士町（あままち） - 輪島市
- 門前町五十洲（もんぜんまちいぎす） - 輪島市
- 鳳至町（ふげしまち） - 輪島市
- 門前町窕（もんぜんまちうつろ） - 輪島市
- 門前町百成（もんぜんまちどうめき） - 輪島市
- 町野町真久（まちのまちさんさ） - 輪島市
- 珠洲（すず） - 珠洲市
- 狼煙町（のろしまち） - 珠洲市
- 宝立町（ほうりゅうまち） - 珠洲市

- 動橋町（いぶりはしまち） - 加賀市
- 直下町（そそりまち） - 加賀市
- 百々町（どどまち）- 加賀市
- 大聖寺木呂場町（だいしょうじころばまち） - 加賀市
- 大聖寺平床（だいしょうじひらとこ）- 加賀市
- 勅使町（ちょくしまち） - 加賀市
- 山中温泉片谷町（やまなかおんせんへきたにまち）- 加賀市
- 山中温泉真砂町 （やまなかおんせんまなごまち）- 加賀市
- 山中温泉栢野町 （やまなかおんせんかやのまち）- 加賀市
- 七日市町（なんかいちまち）- 加賀市
- 分校町（ぶんぎょうまち） - 加賀市
- 羽咋町（はくいまち） - 羽咋市
- 柳田町（やないだまち） - 羽咋市
- 中島町外（なかじままちそで） - 七尾市
- 行町（あるきまち） - 白山市
- 尾添（おぞう） - 白山市
- 相川町（そうごまち） - 白山市
- 木滑（きなめり） - 白山市

※他にも「木滑新（きなめりしん）」がある。
- 河内町下折（かわちまちそそり） - 白山市
- 木津町（こうづまち） - 白山市
- 灯台笹町（とだしのまち） - 能美市
- 莇生町（あんぞまち・あぞうまち） - 能美市
- 粟生町（あおまち）- 能美市
- 末寺町（まつじまち） - 能美市
- 矢作（やはぎ） - 野々市市
- 代田（しなんた） - 羽咋郡志賀町
- 灯（とぼし） - 羽咋郡志賀町
- 仏木（ほとぎり） - 羽咋郡志賀町
- 子浦（しお） - 羽咋郡宝達志水町
- 竹生野（たこの） - 羽咋郡宝達志水町
- 一青（ひとと） - 鹿島郡中能登町
- 廿九日（ひずめ） - 鹿島郡中能登町
- 甲（かぶと） - 鳳珠郡穴水町
- 宇出津（うしつ） - 鳳珠郡能登町
- 上町（かんまち） - 鳳珠郡能登町
- 四方山（よもやま） - 鳳珠郡能登町
- 小間生（おもう）- 鳳珠郡能登町

### 福井県
- 浅水（あそうず） - 福井市
- 大丹生町（おにゅうちょう） - 福井市
- 下一光町（しもいかりちょう） - 福井市
- 下天下町（しもてがちょう） - 福井市
- 曽万布町（そんぼちょう） - 福井市
- 花堂町（はなんどうちょう） - 福井市
- 甑谷町（こしきだにちょう） - 福井市
- 椙谷町（すいだにちょう） - 福井市
- 越廼（こしの） - 福井市
- 下莇生田町（しもあぞうだちょう） - 福井市
- 主計中町（かずえなかちょう） - 福井市
- 小丹生町（こにゅうちょう） - 福井市
- 上莇生田町（かみあぞうだちょう） - 福井市
- 足羽（あすわ） - 福井市
- 謡谷町（うたいだにちょう） - 福井市
- 和布町（めらちょう） - 福井市
- 獺ケ口町（うそがぐちちょう） - 福井市
- 栂野町（とがのちょう） - 福井市
- 乾徳（けんとく） - 福井市
- 愛発（あらち） - 敦賀市
- 敦賀（つるが） - 敦賀市
- 獺河内（うそごうち） - 敦賀市
- 小河（おご） - 敦賀市
- 御名（ごみょう） - 敦賀市
- 杉津（すいづ、すいず） - 敦賀市
- 黒河（くろこ） - 敦賀市
- 角鹿町（つのがちょう） - 敦賀市
- 長沢（ながそ） - 敦賀市
- 縄間（のうま） - 敦賀市
- 花城（はなじり） - 敦賀市
- 莇生野（あぞの） - 敦賀市
- 相生町（あいおいちょう） - 敦賀市
- 鉄輪町（かなわちょう） - 敦賀市
- 鞠山（まるやま） - 敦賀市
- 疋田（ひきだ） - 敦賀市
- 生守（いごもり） - 小浜市
- 雲浜（うんぴん） - 小浜市
- 奥田縄（おくだの） - 小浜市
- 遠敷（おにゅう） - 小浜市
- 上根来（かみねごり） - 小浜市
- 下根来（しもねごり） - 小浜市
- 竹原（たわら） - 小浜市
- 谷及（たんぎょ） - 小浜市
- 釣姫（つるべ） - 小浜市
- 東市場（といちば） - 小浜市
- 法海（のりかい） - 小浜市
- 阿難祖地頭方（あどそじとうほう） - 大野市
- 西勝原（にしかどはら） - 大野市
- 東勝原（ひがしかどはら） - 大野市
- 中据（なかしがらみ） - 大野市
- 丁坂（ようろうざか） - 大野市
- 糸魚町（いとよちょう） - 大野市
- 清水（しょうず） - 大野市
- 蕨生（わらびょ） - 大野市
- 下若生子（しもわかご） - 大野市
- 下丁（しもようろ） - 大野市
- 上丁（かみようろ） - 大野市
- 篠座（しのくら） - 大野市
- 富嶋（とびしま） - 大野市

- 遅羽町嵭崎（おそわちょうほうき） - 勝山市
- 遅羽町蓬生（おそわちょうよもぎ） - 勝山市
- 野向町聖丸（のむきちょうひじりまる） - 勝山市
- 南井（なおい） - 鯖江市
- 糺町（ただすちょう） - 鯖江市
- 芦原（あわら） - あわら市
- 椚（くぬぎ） - あわら市
- 谷畠（たんばく） - あわら市
- 不老町（おいずちょう） - 越前市
- 北府（きたご） - 越前市
- 朽飯町（くだしちょう） - 越前市
- 余田町（はぐりちょう） - 越前市
- 丸岡町長畝（まるおかちょうのうね） - 坂井市
- 轟（どめき） - 吉田郡永平寺町
- 松岡椚（まつおかくぬぎ）- 吉田郡永平寺町
- 大玉（いかだま） - 丹生郡越前町
- 大樟（おこのぎ） - 丹生郡越前町
- 左右（そう） - 丹生郡越前町
- 茱原（ぐみわら） - 丹生郡越前町
- 笈松（おいまつ） - 丹生郡越前町
- 厨（くりや） - 丹生郡越前町
- 新庄（しんじょ） - 三方郡美浜町
- 日向（ひるが） - 三方郡美浜町
- 五十谷（いさだに） - 三方郡美浜町
- 下車持（しもくらもち） - 大飯郡高浜町
- 子生（こび） - 大飯郡高浜町
- 小黒飯（おぐるい） - 大飯郡高浜町
- 子生（こび） - 大飯郡高浜町
- 日置（ひきだ） - 大飯郡高浜町
- 蒜畠（ひるばたけ） - 大飯郡高浜町
- 名田庄納田終（なたしょうのたおい） - 大飯郡おおい町
- 無悪（さかなし） - 三方上中郡若狭町
- 塩坂越（しゃくし） - 三方上中郡若狭町
- 武生（むしゅう） - 三方上中郡若狭町
- 玉置（たまき） - 三方上中郡若狭町
- 海士坂（あまさか） - 三方上中郡若狭町

### 山梨県
- 右左口（うばぐち） - 甲府市
- 国玉町（くだまちょう） - 甲府市
- 金手（かねんて） - 甲府市
- 黒平町（くろべらちょう） - 甲府市
- 石和町（いさわちょう） - 笛吹市
- 百々（どうどう） - 南アルプス市
- 荊沢（ばらざわ） - 南アルプス市
- 野牛島（やごしま） - 南アルプス市
- 曲輪田（くるわだ） - 南アルプス市
- 猪丸（いまる） - 上野原市
- 四方津（しおつ） - 上野原市
- 棡原（ゆずりはら） - 上野原市
- 丹波山（たばやま） - 北都留郡丹波山村
- 禾生（かせい） - 都留市
- 忍草（しぼくさ） - 南都留郡忍野村

- 塩山西広門田（えんざんかわだ） - 甲州市
- 福生里（ふこおり） - 甲州市
- 大和町初鹿野（やまとちょうはじかの） - 甲州市
- 切差（きっさつ） - 山梨市
- 上神内川（かみかのがわ） - 山梨市

「下神内川（しもかのがわ）」もある。
- 上祖母石（かみうばいし） - 韮崎市

※「下祖母石（しもうばいし）」もある。
- 円野町入戸野（まるのまちにっとの） - 韮崎市
- 須玉町大豆生田（すたまちょうまみょうだ） - 北杜市
- 白州町上教来石（はくしゅうちょうかみきょうらいし） - 北杜市

※「白州町下教来石（はくしゅうちょうしもきょうらいし）」もある。
- 飯喰（いっくい） - 中巨摩郡昭和町
- 黒桂（つづら） - 南巨摩郡早川町
- 薬袋（みない） - 南巨摩郡早川町
- 楮根（かぞね） - 南巨摩郡南部町
- 舂米（つきよね） - 南巨摩郡富士川町
- 四尾連（しびれ） - 西八代郡市川三郷町

### 長野県
- 篠ノ井御幣川（しののいおんべがわ） - 長野市
- 鬼無里（きなさ） - 長野市
- 伺去（しゃり） - 長野市
- 塩生甲（しょうぶこう） - 長野市

※「塩生乙（しょうぶおつ）」もある。
- 住良木（すめらぎ） - 長野市
- 鑪（たたら） - 長野市
- 問御所町（といごしょまち） - 長野市
- 氷鉋（ひがの） - 長野市
- 檀田（まゆみだ）-  長野市
- 川中島町御厨（かわなかじままちみくりや） - 長野市
- 上庭（じょうてい）-  長野市
- 茂菅（もすげ）-  長野市
- 七二会（なにあい） - 長野市
- 寂蒔（じゃくまく） - 千曲市
- 鋳物師屋（いもじや） - 千曲市
- 蓼科（たてしな）- 茅野市
- 安曇（あづみ） - 松本市
- 赤怒田（あかぬた） - 松本市
- 出川（いでがわ） - 松本市

※「出川町（いでがわまち）」もある。
- 稲核（いねこき） - 松本市
- 埋橋（うずはし） - 松本市
- 稲倉（しなぐら） - 松本市
- 下原（しもっぱら） - 松本市
- 雪中（せっしょう） - 松本市
- 惣社（そうざ） - 松本市
- 安曇沢渡（あづみさわんど） - 松本市
- 筑摩（つかま） - 松本市
- 奈川渡（ながわと） - 松本市
- 三才山（みさやま） - 松本市
- 水汲（みずくま） - 松本市
- 八景山（やけやま） - 松本市
- 和（かのう）- 東御市
- 牧家（ぼくや） - 東御市
- 新張（みはり）- 東御市
- 本海野（もとうんの） - 東御市
- 鹿教湯温泉（かけゆおんせん） - 上田市
- 神畑（かばたけ） - 上田市
- 神川（かんがわ） - 上田市
- 真田町長（さなだまちおさ） - 上田市
- 主税町（ちからまち） - 飯田市
- 雲母（きらら）- 飯田市
- 相森町（おおもりまち） - 須坂市
- 六供（ろっく）- 小諸市
- 上戸（あがっと） - 伊那市
- 沢渡（さわんど） - 伊那市西春近の小字
- 美篶（みすず） - 伊那市
- 御堂垣外（みどがいと） - 伊那市高遠町藤澤の小字
- 高遠町芝平（たかとおまちしびら）- 伊那市
- 高遠町荊口（たかとおまちばらぐち）- 伊那市
- 長谷非持（はせひじ）- 伊那市

- 上穂（うわぶ）- 駒ヶ根市
- 上穂沢（わぶさわ）- 駒ヶ根市
- 神田（じんで）- 駒ヶ根市
- 百々目木（どどめき）- 駒ヶ根市
- 桃平（もんだいら）- 駒ヶ根市
- 桜大臣（さくらんど）- 駒ヶ根市
- 青具（あおく） - 大町市
- 上原（わっぱら） - 大町市
- 其綿（そのわた） - 飯山市
- 蓮（はちす） - 飯山市
- 長地（おさち） - 岡谷市
- 勝弦（かっつる） - 塩尻市
- 強清水（こわしみず） - 塩尻市
- 贄川（にえかわ） - 塩尻市
- 白膠木（ぬるで） - 塩尻市
- 洗馬（せば） - 塩尻市
- 須砂渡（すさど） - 安曇野市
- 豊科高家（とよしなたきべ） - 安曇野市
- 三郷明盛（みさとめいせい） - 安曇野市
- 一日市場（ひといちば） - 安曇野市
- 三郷温（みさとゆたか） - 安曇野市
- 青木花見（あおけみ） - 安曇野市穂高北穂高の小字
- 明科（あかしな） - 安曇野市
- 伍和（ごか） - 下伊那郡阿智村
- 治部坂（じぶざか） - 下伊那郡阿智村
- 萸野（ぐみの） - 下伊那郡根羽村
- 漆平野（しっぺの） - 下伊那郡泰阜村
- 泰阜（やすおか） - 下伊那郡泰阜村
- 喬木（たかぎ） - 下伊那郡喬木村
- 桟温泉（かけはしおんせん） - 木曽郡上松町
- 南木曽（なぎそ） - 木曽郡南木曽町
- 麻績（おみ） - 東筑摩郡麻績村
- 麻（お） - 東筑摩郡麻績村
- 青鬼（あおに） - 北安曇郡白馬村
- 小谷（おたり） - 北安曇郡小谷村
- 大網（おあみ） - 北安曇郡小谷村
- 李平（すももだいら） - 北安曇郡小谷村
- 奉納（ぶのう） - 北安曇郡小谷村
- 有明（うみょう） - 北安曇郡池田町
- 小実平（こじっぺ） - 北安曇郡池田町
- 正科（しょうじな） - 北安曇郡池田町
- 上馬場（かみばっぱ）- 諏訪郡下諏訪町
- 乙事（おっこと）-  諏訪郡富士見町
- 御代田（みよた）-  北佐久郡御代田町
- 馬流（まながし）-  南佐久郡小海町
- 川端下（かわはけ）-  南佐久郡川上村
- 牟礼（むれ） - 上水内郡飯綱町

### 岐阜県
- 茜部（あかなべ） - 岐阜市
- 鏡島（かがしま） - 岐阜市
- 加納長刀堀（かのうなぎなたぼり） - 岐阜市
- 城田寺（きだいじ） - 岐阜市
- 御望（ごも） - 岐阜市
- 尻毛（しっけ） - 岐阜市
- 次木（なめき） - 岐阜市
- 世保（よやす） - 岐阜市
- 旭見ヶ池町（ひみがいけちょう） - 岐阜市
- 七軒町（ひちけんちょう） - 岐阜市
- 葭町（よしちょう） - 岐阜市
- 県町（あがたまち） - 岐阜市
- 主水町（かこまち） - 岐阜市
- 西荘（にしのしょう） - 岐阜市
- 近島（ごんのしま） - 岐阜市
- 日置江（ひきえ） - 岐阜市
- 一日市場（ひといちば） - 岐阜市
- 交人（ましと） - 岐阜市
- 御手洗（みたらし） - 岐阜市
- 雄総（おぶさ） - 岐阜市
- 安食（あじき） - 岐阜市
- 西改田七石（にしかいでんひちこく）- 岐阜市
- 太郎丸向良（たろうまるむがいら） - 岐阜市
- 歩行町（おかちまち） - 大垣市
- 郭町（くるわまち） - 大垣市
- 墨俣町墨俣（すのまたちょうすのまた） - 大垣市（旧墨俣町）
- 外渕（そぶつ） - 大垣市
- 南頬町（みなみのかわちょう） - 大垣市
- 上石津町祢宜上（かみいしづちょうねぎかみ） - 大垣市
- 苧生茂（おいも） - 高山市
- 黍生谷（きびゅうだに） - 高山市
- 木賊洞（とくさぼら） - 高山市
- 本母町（ほのぶまち） - 高山市
- 荘川町六厩（しょうかわちょうむまや）- 高山市
- 朝日町甲（あさひちょうかぶと） - 高山市
- 清見町大原（きよみちょうおっぱら） - 高山市
- 清見町夏厩（きよみちょうなつまや） - 高山市
- 久々野町無数河（くぐのちょうむすご） - 高山市
- 久々野町長淀（くぐのちょうながとろ） - 高山市
- 国府町漆垣内（こくふちょううるしがいとう） - 高山市
- 丹生川町板殿（にゅうかわちょういたんど） ‐ 高山市
- 丹生川町根方（にゅうかわちょうごんぼう） - 高山市
- 一之宮町渡瀬 （いちのみやまちわたぜ） - 高山市
- 廿原町（つづはらちょう） - 多治見市
- 小名田町別山（おなだちょうはなれやま） - 多治見市
- 十六所（じゅうろくせん） - 関市
- 駒場（こまんば） - 中津川市
- 馬籠（まごめ） - 中津川市
- 神坂（みさか） - 中津川市
- 安楽満（あらま） - 中津川市
- 加子母（かしも） - 中津川市
- 上大起（かみおごせ） - 中津川市
- 下大起（しもおごせ） - 中津川市
- 鳥屋脇（とやき） - 中津川市
- 安毛（あたげ） - 美濃市
- 蕨生（わらび） - 美濃市
- 大湫（おおくて） - 瑞浪市
- 上手向（かみとうげ） - 恵那市
- 下手向（しもとうげ） - 恵那市
- 串原閑羅瀬（くしはらしずらせ） - 恵那市
- 笠置町毛呂窪（かさぎちょうけろくぼ）- 恵那市
- 古井町（こびちょう） - 美濃加茂市
- 三和町廿屋（みわちょうつづや） - 美濃加茂市
- 下石町（おろしちょう） - 土岐市
- 苧ヶ瀬（おがせ） - 各務原市
- 各務（かかみ） - 各務原市
- 各務原（かかみ（が）はら、かがみ（が）はら） - 各務原市

※正式な市名は「かかみがはら」だが、読み方は統一されていない。
- 帷子（かたびら） - 可児市
- 塩河（しゅうが） - 可児市
- 谷迫間（やばさま）- 可児市
- 大桑（おおが） - 山県市
- 牛牧（うしき） - 瑞穂市
- 神岡町東雲（かみおかちょうあずも） - 飛騨市
- 宮川町祢宜ケ沢上（みやがわちょうねがそれ） - 飛騨市

※付近に沢上を「それ」と読む地名が他にも見られる。
- 古川町信包（ふるかわちょうのぶか） - 飛騨市
- 神海（こうみ） - 本巣市
- 木知原（こちぼら） - 本巣市
- 七五三（しめ） - 本巣市
- 根尾越卒（ねおおっそ） - 本巣市
- 根尾越波（ねおおっぱ） - 本巣市
- 根尾水鳥（ねおみどり） - 本巣市
- 白鳥町石徹白（しろとりちょういとしろ） - 郡上市
- 高鷲町（たかすちょう） - 郡上市
- 白鳥町為真（しろとりちょうためざに） - 郡上市
- 明宝寒水（めいほうかのみず） - 郡上市
- 大和町場皿（やまとちょうばっさら） - 郡上市
- 和良町安郷野（わらちょうあごの）- 郡上市
- 和良町法師丸（わらちょうほしまる）- 郡上市
- 南濃町上野河戸（なんのうちょううえのこうず） - 海津市
- 平田町者結（ひらたちょうじゃけつ） - 海津市
- 海津町馬目（かいづちょうまのめ） - 海津市
- 平田町仏師川（ひらたちょうぶしがわ）- 海津市
- 小坂町赤沼田（おさかちょうあかんた） - 下呂市
- 小坂町坂下（おさかちょうさこれ） - 下呂市
- 馬瀬川上（まぜかおれ） - 下呂市

※中津川市にも阿木川上「あぎかおれ」という地名がある。
- 表佐（おさ） - 不破郡垂井町
- 神戸（ごうど） - 安八郡神戸町
- 下大榑（しもおおぐれ） - 安八郡輪之内町
- 海松新田（みるしんでん） - 安八郡輪之内町
- 塩喰（しおばみ） - 安八郡輪之内町
- 小牛（こうじ） - 揖斐郡池田町
- 脛永（はぎなが） - 揖斐郡揖斐川町
- 門入（かどにゅう） - 揖斐郡揖斐川町
- 小谷（こたて） - 揖斐郡揖斐川町
- 谷汲有鳥 （たにぐみあっとり）- 揖斐郡揖斐川町
- 谷汲岐礼 （たにぐみきれ）- 揖斐郡揖斐川町
- 春日美束 （かすがみつか）- 揖斐郡揖斐川町
- 上秋（かんだけ） - 揖斐郡大野町
- 大衣斐（おおえび） - 揖斐郡大野町
- 小衣斐（こえび） - 揖斐郡大野町
- 曲路（すじかい） - 本巣郡北方町
- 顔戸（ごうど） - 可児郡御嵩町
- 謡坂 （うとうざか） - 可児郡御嵩町
- 次月 （しづき） - 可児郡御嵩町
- 坂祝（さかほぎ） - 加茂郡坂祝町
- 越原（おっぱら）- 加茂郡東白川村
- 御母衣（みぼろ） - 大野郡白川村

### 静岡県
- 産女（うぶめ） - 静岡市葵区
- 大鋸町（おおがまち） - 静岡市葵区
- 桂山（かやま） - 静岡市葵区
- 沓谷（くつのや） - 静岡市葵区
- 慈悲尾（しいのお） - 静岡市葵区
- 千代（せんだい） - 静岡市葵区
- 建穂（たきょう） - 静岡市葵区
- 富沢（とんざわ） - 静岡市葵区
- 馬場町（ばばんちょう） - 静岡市葵区
- 蕨野（わらびの） - 静岡市葵区
- 安居（あご） - 静岡市駿河区
- 丸子（まりこ） - 静岡市駿河区
- 聖一色（ひじりいっしき） - 静岡市駿河区
- 用宗（もちむね） - 静岡市駿河区
- 蒲原堰沢（かんばらせぎざわ） - 静岡市清水区
- 葛沢（とずらざわ） - 静岡市清水区

※「葛」の字の下は「乚＋人」の形。
- 馬走（まばせ） - 静岡市清水区
- 山原（やんばら） - 静岡市清水区
- 利町（とぎまち） - 浜松市中央区
- 平田町（なめだちょう） - 浜松市中央区
- 茄子町（なすびちょう） - 浜松市中央区
- 曳馬（ひくま） - 浜松市中央区
- 将監町（しょうげんちょう） - 浜松市中央区
- 大柳町（おおやぎちょう） - 浜松市中央区
- 参野町（さんじのちょう） - 浜松市中央区
- 鼡野町（ねずみのちょう） - 浜松市中央区
- 神立町（こうだちちょう） - 浜松市中央区
- 小沢渡町（こざわたりちょう） - 浜松市中央区
- 篠ケ瀬町（ささがせちょう） - 浜松市中央区
- 蜆塚（しじみづか） - 浜松市中央区
- 早出町（そうでちょう） - 浜松市中央区
- 増楽町（ぞうらちょう） - 浜松市中央区
- 新橋町（にっぱしちょう） - 浜松市中央区
- 芳川町（ほうがわちょう） - 浜松市中央区
- 引佐町（いなさちょう） - 浜松市浜名区
- 三ヶ日町鵺代（みっかびちょうぬえしろ） - 浜松市浜名区
- 麁玉（あらたま） - 浜松市浜名区
- 春野町筏戸大上（はるのちょういかんどおおかみ） - 浜松市天竜区
- 熊（くんま） - 浜松市天竜区

※正式な地名としての読み方は「くま」。
- 日明（ひあり） - 浜松市天竜区
- 船明（ふなぎら） - 浜松市天竜区
- 伊砂（いすか） - 浜松市天竜区
- 水窪町（みさくぼちょう） - 浜松市天竜区
- 米沢（みなざわ） - 浜松市天竜区
- 向皆外（むかがいと） - 浜松市天竜区
- 白神（しらなみ） - 浜松市天竜区
- 木葉島（きのこじま） - 浜松市天竜区
- 大嵐（おおぞれ） - 浜松市天竜区
- 生島（おくしま） - 浜松市天竜区
- 下里（くだり） - 浜松市天竜区
- 大里（だいり） - 浜松市天竜区
- 中部（なかっぺ） - 浜松市天竜区

※現在は「佐久間町中部（さくまちょうなかべ）」。
※この地の対岸にある駅の駅名は中部天竜「ちゅうぶてんりゅう」。
- 切開（きいなま） - 浜松市天竜区
- 両久頭（もろくず） - 浜松市天竜区
- 難場道（なんばんど） - 浜松市天竜区
- 巻頭（まきほつ） - 浜松市天竜区
- 西浦木負（にしうらきしょう） - 沼津市
- 戸田（へだ）- 沼津市
- 鵰町（くまたかちょう）- 沼津市

※現在はひらがな表記。沼津市の公式ホームページでは「鵰町」と案内。一部の地図アプリには「鷲町」の表記もあり。
- 白銀町（しろがねちょう）- 沼津市
- 蓼原町（たではらちょう）- 沼津市

※富士市にも同字・同音の町あり。
- 鳥谷（とや）- 沼津市

- 熱海（あたみ） - 熱海市
- 網代（あじろ） - 熱海市
- 金谷猪土居（かなやししどい） - 島田市
- 旗指（はっさし） - 島田市
- 湯日（ゆい） - 島田市
- 安居山（あごやま） - 富士宮市
- 大晦日（おおずもり） - 富士宮市
- 富戸（ふと） - 伊東市
- 十足（とおたり） - 伊東市
- 猪戸（ししど） - 伊東市
- 赫夜姫（かぐやひめ） - 富士市
- 須津（すど） - 富士市
- 五十子（いかご） - 磐田市
- 匂坂（さぎさか） - 磐田市
- 福田（ふくで） - 磐田市
- 虫生（むしゅう） - 磐田市
- 焼津（やいづ） - 焼津市
- 小川（こがわ） - 焼津市
- 小土（こひじ） - 焼津市
- 飯淵（はぶち） - 焼津市
- 五ケ堀之内（ごかほりのうち） - 焼津市
- 三ケ名（さんがみょう） - 焼津市
- 道原（どうばら） - 焼津市
- 祢宜島（ねぎしま） - 焼津市
- 八楠（やぐす） - 焼津市
- 与惣次（よそうじ） - 焼津市
- 策牛（むちうし） - 焼津市
- 孕石（はらみいし） - 掛川市
- 葛ヶ丘（かつらがおか） - 掛川市
- 上土方旦付新田（かみひじかただんつくしんでん） - 掛川市
- 国包（くにかね） - 掛川市
- 逆川（さかがわ） - 掛川市
- 肴町（さかなまち） - 掛川市
- 佐夜鹿（さよしか） - 掛川市
- 満水（たまり） - 掛川市
- 富部（とんべ） - 掛川市
- 幡鎌（はたかま） - 掛川市
- 水垂（みずたり） - 掛川市
- 遊家（ゆけ） - 掛川市
- 五十海（いかるみ） - 藤枝市
- 岡部町新舟（おかべちょうにゅうふね） - 藤枝市
- 築地（ついじ） - 藤枝市
- 益津下（ましづしも） - 藤枝市
- 大堰（おおせぎ） - 御殿場市
- 竈（かまど） - 御殿場市
- 茱萸沢（ぐみざわ） - 御殿場市
- 柴怒田（しばんた） - 御殿場市
- 北久原（ほっくばら） - 御殿場市
- 西同笠（にしどうり） - 袋井市
- 板戸一色（いたどいちき） - 下田市
- 田牛（とうじ） - 下田市
- 吉佐美（きさみ） - 下田市
- 土肥（とい） - 伊豆市
- 八幡（はつま） - 伊豆市
- 沢水加（さばか） - 菊川市
- 墹之上（ままのうえ） - 伊豆の国市
- 相良（さがら） - 牧之原市
- 熱川（あたがわ） - 賀茂郡東伊豆町
- 石廊崎（いろうざき）- 賀茂郡南伊豆町
- 日野（ひんの） - 賀茂郡南伊豆町
- 納米里（なめり） - 駿東郡長泉町
- 神戸（かんど） - 榛原郡吉田町

### 愛知県
- 香流橋（かなればし） - 名古屋市千種区
- 主税町（ちからまち） - 名古屋市東区[2]
- 橦木町（しゅもくちょう） - 名古屋市東区[2]
- 味鋺（あじま） - 名古屋市北区[2]
- 香呑町（こうのみちょう） - 名古屋市西区[2]
- 栄生（さこう・さこ） - 名古屋市西区・中村区[3][2]

※西区の栄生は「さこう」、中村区の栄生町は「さこちょう」と読む。
- 長筬町（ながおさちょう） - 名古屋市中村区
- 泥江町（ひじえちょう） - 名古屋市中村区

※旧町名。交差点の名として残る。
- 水主町（かこまち） - 名古屋市中村区[3]

※旧町名。交差点の名として残る。
- 杁中（いりなか） - 名古屋市昭和区

※このほかにも、愛知県内各地に尾張地方の国字である「杁」を「いり」と読む地名が存在する。
- 御器所（ごきそ） - 名古屋市昭和区

※一時期、「ごきしょ」となったが、元に戻された。
- 新瑞橋（あらたまばし） - 名古屋市瑞穂区
- 御莨町（おたばこちょう） - 名古屋市瑞穂区
- 春敲町（しゅんこうちょう） - 名古屋市瑞穂区
- 烏森（かすもり） - 名古屋市中川区、中村区
- 包里（かのさと） - 名古屋市中川区

※町名は「かの里」と表記。
- 大蟷螂町（だいとうろうちょう） - 名古屋市中川区[4]
- 土古町（どんこちょう） - 名古屋市港区[4]
- 呼続（よびつぎ） - 名古屋市南区[5]
- 吉根（きっこ） - 名古屋市守山区[6]
- 志段味（しだみ） - 名古屋市守山区

※地名としては上志段味（かみしだみ）、中志段味（なかしだみ）、下志段味（しもしだみ）が存在する。
- 香流（かなれ） - 名古屋市名東区
- 飯村町（いむれちょう） - 豊橋市
- 雲谷町（うのやちょう） - 豊橋市
- 曲尺手町（かねんてちょう） - 豊橋市
- 嵩山町（すせちょう） - 豊橋市
- 木下町（きくだしちょう） - 岡崎市
- 千万町町（ぜまんぢょうちょう） - 岡崎市
- 外々外（そとがいと） - 岡崎市保久町の字
- 百々町（どうどちょう） - 岡崎市
- 冨尾町（どんびゅうちょう） - 岡崎市
- 合歓木町（ねむのきちょう） - 岡崎市
- 矢作町（やはぎちょう） - 岡崎市
- 楮山（ろくえやま） - 岡崎市宇頭町の小字
- 丹陽町吾鬘（たんようちょうあづら） - 一宮市
- 大和町毛受（やまとちょうめんじょ） - 一宮市
- 真清田（ますみだ） - 一宮市
- 涜漉（どぶろく） - 一宮市玉野の小字
- 成岩（ならわ） - 半田市
- 兀山町（はげやまちょう） - 半田市
- 岩滑（やなべ） - 半田市

- 神屋町（かぎやちょう） - 春日井市
- 田楽町（たらがちょう） - 春日井市

※同市内に上田楽町（かみたらがちょう）も存在する。
- 出川町（てがわちょう） - 春日井市
- 国府町（こうちょう） - 豊川市
- 千両町（ちぎりちょう） - 豊川市
- 御津町（みとちょう） - 豊川市
- 莪原町（ばいばらちょう） - 津島市
- 瀊（さかのぼり） - 刈谷市
- 半城土（はじょうど） - 刈谷市
- 足助町（あすけちょう） - 豊田市
- 挙母町（ころもちょう） - 豊田市
- 閑羅瀬町（しずらせちょう） - 豊田市
- 枝下町（しだれちょう） - 豊田市
- 百月町（どうづきちょう） - 豊田市
- 百々町（どうどちょう） - 豊田市
- 仁王沢連（におうぞうれ） - 豊田市坂上町の小字
- 林添町（はやしぞれちょう） - 豊田市
- 月原町（わちばらちょう） - 豊田市
- 陸田（くがた） - 稲沢市
- 長束町（なづかちょう） - 稲沢市
- 宇連（うり） - 新城市作手杉平の小字

※ダムの名称は（うれ）。
- 黄柳野（つげの） - 新城市
- 佐布里（そうり） - 知多市
- 池鯉鮒（ちりゅう） - 知立市
- 乾改（いぬいあらため） - 田原市
- 鯏浦町（うぐいうらちょう） - 弥富市
- 三稲（さんと） - 弥富市
- 楽平（よしひら） - 弥富市
- 長湫（ながくて） - 長久手市
- 岩作（やざこ） - 長久手市
- 海部（あま） - 海部郡
- 目比川（むくいがわ） - 海部郡

※河川の名前。
- 阿久比（あぐい） - 知多郡阿久比町

※古くは英比とも表記。
- 凸清水（でこしみず） - 阿久比町
- 凹清水（へこしみず） - 阿久比町
- 深溝（ふこうず） - 額田郡幸田町
- 莇生町（あざぶちょう） - みよし市
- 福谷町（うきがいちょう） - みよし市
- 神田（かだ） - 北設楽郡設楽町
- 設楽（したら） - 北設楽郡設楽町
- 宝飯（ほい） - 宝飯郡（消滅）
- 猿投町（さなげちょう） - 名古屋市北区、豊田市

※名古屋市北区と豊田市に同じ地名がある。
- 百々（どうどう） - 岡崎市、田原市

※岡崎市と田原市に同じ地名がある。